# Wołodymyr Pryjma
Wołodymyr Pryjma (ukr. Володимир Прийма; ur. 17 lipca 1906 w Stradczu, zm. 26 czerwca 1941 tamże) – greckokatolicki kantor, błogosławiony Kościoła katolickiego.
Kierował lokalnym chórem w cerkwi w Stradczu. Żonaty, ojciec dwojga dzieci.
Zamordowany przez NKWD wraz z ojcem Mykołą Konradem, gdy obaj powracali od chorej kobiety, której udzielano sakramentu ostatniego namaszczenia. Jego ciała nie odnaleziono.
Beatyfikowany 27 czerwca 2001 roku przez Jana Pawła II we Lwowie w grupie 27 nowomęczenników greckokatolickich.